# Ризарийская богословская школа
Риза́рийская богосло́вская шко́ла (греч. Ριζάρειος Εκκλησιαστική Σχολή) — государственное учебное заведение, действующее в Афинах, в Греции.
Финансируется Фондом Ризарисов (Ριζαρείου Ιδρύματος) и является его составной частью.

## История
Первоначальную идею создания школы высказал знаменитый греческий просветитель и богослов священник Константинос Иконому, который при посещении Москвы в 1814 года убедил греческого купца и мецената Мантоса Ризариса направить большую часть своего состояния для создания в Афинах школы (академии) для обучения греческого духовенства.
После кончины в 1824 году Мантоса Ризариса, его брат Георгиос Ризарис после консультации с Адамантиосом Кораисом и при поддержке Иоанна Каподистрия составил завещание, в котором изложил принципы создания и деятельности будущей богословской школы. С переселением в 1836 году в Афины, Георгиос Ризарис начал поиск подходящих помещений в центре греческой столицы.
В 1841 году греческое правительство одобрило план создания нового учебного заведения, а 15 мая 1844 года в присутствии греческого короля Оттона I, епископа Афинского Неофита (Метаксаса), премьер-министра Александра Маврокордатоса и ряда других государственных и церковных лиц состоялось официальное открытие Ризарийской школы. Первым директором школы стал греческий учёный и писатель Георгиос Геннадиос, а в период с 1894 по 1908 год учебным процессом руководил будущий Нектарий Эгинский.
Более ста лет школа располагалась в здании на проспекте Василисис-Софиас (в районе афинской гостиницы Hilton), но в 1960 году перенесена в район Халандрион и действует в настоящее время как церковный лицей. В комплекс входят учебные и жилые помещения, храм с иконами греческой художницы Элени Просаленти, библиотека.
Выпускники имеют право поступления в любые высшие учебные заведения Греции. Среди окончивших Ризарийскую школу — 2 премьер-министра, 2 архиепископа и более 65 митрополитов Элладской православной церкви, 7 министров, 14 ректоров, 7 президентов Афинской академии, сотни священнослужителей, учёных, академиков и др.

## Директора
- Геннадиос, Георгиос (15 мая 1844 — ?)
- Нектарий (Кефалас) (1894—1908)
- Хризостом (Пападопулос) (1911)
- Николай Яннис (2015-…)